# Kongobatha papua
Kongobatha papua (Beiber, 1965) es una especie de mantis de la familia Iridopterygidae.

## Distribución geográfica
Se encuentra en Nueva Guinea.